# لیتل بیگ تاون
لیتل بیگ تاون (انگلیسی: Little Big Town) نام گروه موسیقی کانتری آمریکایی است که در سال ۱۹۹۸ تشکیل شد. معروف‌ترین کارهای آنان جسر (۲۰۱۲) و کراش دخترانه (۲۰۱۴) است.